# Дербина, Нина Борисовна
Нина Борисовна Дербина (род. 5 июля 1956, Кропоткин, Краснодарский край), в девичестве Моргулина — советская легкоатлетка, специалистка по бегу на короткие дистанции и барьерному бегу. Выступала за сборную СССР по лёгкой атлетике в 1970-х и 1980-х годах, обладательница бронзовой медали чемпионата Европы в помещении, многократная призёрка первенств всесоюзного значения. Представляла Краснодар и физкультурно-спортивное общество «Динамо». Мастер спорта СССР международного класса.

## Биография
Нина Моргулина родилась 5 июля 1956 года в городе Кропоткине Краснодарского края.
Начала заниматься спортом в 1970 году в Кропоткинской детско-юношеской спортивной школе «Юность», затем переехала на постоянное жительство в Краснодар, выступала за всесоюзное физкультурно-спортивное общество «Динамо». Была подопечной тренеров Г. И. Чевычалова и Г. И. Наумцева.
Впервые заявила о себе в лёгкой атлетике на международном уровне в сезоне 1973 года, когда вошла в состав советской сборной и выступила на юниорском европейском первенстве в Дуйсбурге, где в беге на 100 метров с барьерами финишировала седьмой.
В 1975 году выиграла бронзовую медаль в беге на 60 метров с барьерами на зимнем чемпионате СССР в Ленинграде.
В 1976 году с динамовской командой взяла бронзу в эстафете 4 × 100 метров на чемпионате СССР по эстафетному бегу в Ереване.
В 1978 году на зимнем чемпионате СССР в Москве стала бронзовой призёркой в беге с барьерами на 60 и 100 метров, тогда как на летнем чемпионате СССР в Тбилиси получила серебро в 100-метровом барьерном беге и в эстафете 4 × 100 метров. На чемпионате Европы в Праге в финальном забеге столкнулась с вышедшей за пределы своей дорожки польской спортсменкой Гражиной Рабштын и упала — в итоге было решено провести финальной забег повторно на следующей день, и в этот раз Моргулина финишировала четвёртой.
В 1979 году завоевала бронзовую награду в беге на 60 метров на чемпионате Европы в помещении в Вене. На чемпионате страны в рамках VII летней Спартакиады народов СССР в Москве выиграла бронзовую медаль в беге на 100 метров с барьерами. Будучи студенткой, представляла Советский Союз на Всемирной Универсиаде в Мехико, где показала на финише четвёртый результат.
В 1980 году на зимнем чемпионате СССР в Москве уже под фамилией Дербина была второй и третьей в дисциплинах 100 и 60 метров с барьерами соответственно. На чемпионате Европы в помещении в Зиндельфингене с личным рекордом 8,05 стала в барьерах шестой.
На чемпионате СССР 1982 года в Киеве выиграла бронзовую медаль в эстафете 4 × 100 метров.
За выдающиеся спортивные достижения удостоена почётного звания «Мастер спорта СССР международного класса».
Впоследствии работала учителем физкультуры и завучем по спортивной работе в СОШ № 70 Прикубанского округа.